# Шандор, Иштван (мученик)
И́штван Ша́ндор, другие имена — Штефан Александер (венг. Sándor István, 26 октября 1914 года, Сольнок, Австро-Венгрия — 8 июня 1953 года, Будапешт, Венгрия) — католический блаженный, мученик, член монашеской конгрегации салезианцев.

## Биография
Иштван Шандор был сыном рабочего венгерских железных дорог. В 1936 году вступил в монашескую конгрегацию салезианцев. Работал в салезианском типографическом училище, где занимался преподавательской деятельностью. В 1952 году Иштван Шандор был арестован и позднее приговорён к смертной казни через повешение. Казнь состоялась 8 июня 1953 года. Его семья не знала о его судьбе до 1955 года, когда его отца проинформировали о казни Иштвана Шандора.

## Прославление
В 2006 году начался беатификационный процесс. 27 марта 2013 года Римский папа Франциск объявил Иштвана Шандора мучеником веры. 19 октября 2013 года в Будапеште в базилике святого Иштвана префект Конгрегации по канонизации святых кардинал Анджело Амато от имени Римского папы Франциска объявил Иштвана Шандора блаженным.
День памяти в Католической церкви — 8 июня.